# Syringolaimus smarigdus
Syringolaimus smarigdus is een rondwormensoort uit de familie van de Ironidae. De wetenschappelijke naam van de soort is voor het eerst geldig gepubliceerd in 1928 door Cobb.